# Cuither House

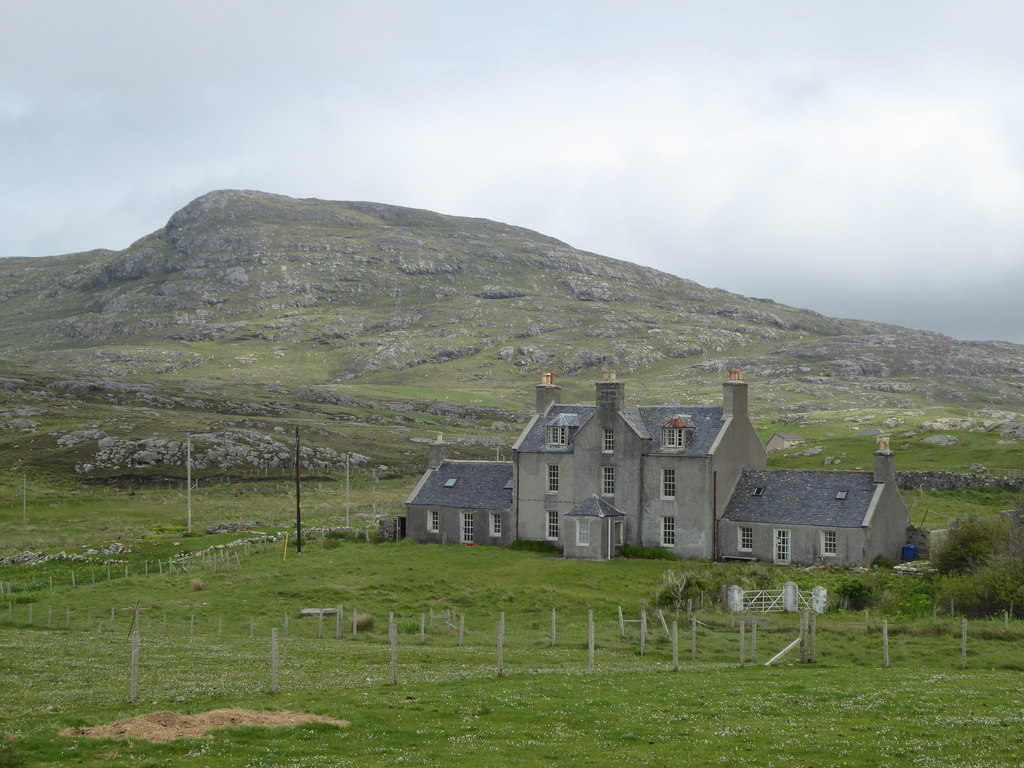
Cuither House

Cuither House, auch Cuidhir House oder Cuier House, ist ein ehemaliges Pfarrhaus auf der schottischen Hebrideninsel Barra. 1971 wurde das Gebäude in die schottischen Denkmallisten in der Kategorie B aufgenommen.

## Geschichte
Das Gebäude liegt in einer kleinen Streusiedlung im Nordwesten Barras abseits der A888, der Hauptstraße der Insel. Es stand dem Pfarrer der östlich gelegenen Barra Parish Church zur Verfügung. Wahrscheinlich entstammt Cuither House einem Entwurf des Architekten John Loban aus Stornoway, der 1816 nach Barra gesandt wurde, um die dortige Situation der Pfarrhäuser zu beurteilen. Im späten 19. Jahrhundert wurde das Gebäude renoviert. In diesem Zusammenhang wurden Dachgauben hinzugefügt und der Eingangsbereich überarbeitet.

## Beschreibung
Stilistisch ist das symmetrisch aufgebaute Cuither House der Georgianischen Architektur zuzuordnen. Es besteht aus einem zweistöckigen, nach Westen weisenden Hauptgebäude, von dem beidseitig einstöckige Flügel abgehen. Der Eingangsbereich tritt in einem kurzen Gebäudeteil mit Walmdach mittig aus der Vorderfront hervor. Die umgebenden Sprossenfenster sind auf drei vertikalen Achsen über die Harl-verputzte Fassade angeordnet. Das Gebäude schließt mit einem schiefergedeckten Satteldach mit Schornsteinen an den Giebelflächen ab. Zwei Walmdachgauben weisen zur Vorderseite hin. Rückseitig befindet sich mittig ein Treppenturm.